# Lijst van spelers van Barcelona Sporting Club
Deze lijst omvat voetballers die bij de Ecuadoraanse voetbalclub Barcelona Sporting Club spelen of gespeeld hebben. De namen zijn alfabetisch gerangschikt.

## A
- Adilio
- Juan Aguinaga
- Diego Alarcón
- Paul Alarcón
- Claudio Alcivar
- Ridder Alcívar
- Carlos Alfaro
- Ezequiel Amaya
- Jose Amaya
- Juan Luis Anangonó
- Guido Andrade
- Pablo Andrango
- Javier Angulo
- Julio Angulo
- Vinicio Angulo
- Pablo Ansaldo
- Rorys Aragón
- Mauricio Arguello
- Michael Arroyo
- Nicolas Asencio
- Antony de Ávila
- Raúl Avilés
- Arlin Ayoví
- José Ayoví
- Marlon Ayoví
- Walter Ayoví

## B
- Oscar Bagüí
- Jhonny Baldeón
- Julio César Baldivieso
- Gustavo Balvorín
- Máximo Banguera
- Carlos Barahona
- Jose Bardales
- Antonio Barijho
- Flavio Barros
- Augusto Batioja
- Stony Batioja
- Hermen Benítez
- Jhose Bermudes
- Jorge Bermúdez
- Sergio Berti
- Héctor Blanco
- Jimmy Blandón
- Alex Bolaños
- Luis Bolaños
- Miller Bolaños
- Dario Bone
- Víctor Bonilla
- Iván Borghello
- Leonardo Borja
- Juan-Carlos Borteiro
- Janny Bueno

## C
- Jhon Cagua
- Geovanny Caicedo
- Luis Caicedo
- Pavel Caicedo
- Diego Calderón
- Geovanny Camacho
- Jayro Campos
- Sorin Canarte
- Moises Candelario
- Enrique Cantos
- Jorge Cantos
- Rubén Capria
- Luis Capurro
- Rafael Capurro
- Héctor Carabalí
- Wilson Carabalí
- Nixon Carcelen
- Walter Cardenas
- Gonzalo Castillejos
- Carlos Castro
- Carlos Caszely
- Juan Cazares
- Darío Cedeño
- Gerson Cedeño
- Sergio Cedeño
- Jorge Cevallos
- José Cevallos
- Victor Chala
- Hamilton Chasi
- José Chatruc
- Jaime Chila
- Sigfredo Chuchuca
- Dannes Coronel
- Miguel Coronel
- Franklin Corozo
- José Luis Cortéz
- Manuel Cotera
- Christian Cruz
- Ulises de la Cruz
- William Cuero

## D
- Omar de Jesus
- Agustín Delgado
- Marcelo Delgado
- Nexar Delgado
- Roberto Demus
- Andrés Díaz
- Damián Díaz
- Emiliano Díaz
- Troadio Duarte
- Aldo Duscher

## E
- Hernán Encina
- Frickson Erazo
- Angel Escobar
- Mario Espinosa
- Giovanny Espinoza
- Pablo Espinoza
- Washington Espinoza
- Marco Etcheverry

## F
- Fernando Fajardo
- Ángel Fernández
- Enrique Ferraro
- Daniel Ferreira
- Juan Ferreyra
- Julio Fleitas
- Derlis Florentín
- Wilson Folleco
- Andrés Franzoia

## G
- Enrique Gámez
- Diego Héctor Garay
- Luis Garces
- Carlos García
- David García
- Jhon García
- Daniel Garrido
- José Gavica
- Fricson George
- Gilson
- Luis Gómez
- Romulo Gómez
- Gregory González
- Javier González
- Patricio González
- Rodolfo Graieb
- Ariel Graziani
- Freddy Grisales
- Carlos Grueso
- Carlos Gruezo
- Jorge Guagua
- Melinton Guerrero
- Walter Guerrero
- Raúl Guerrón
- Pedro Guiberguis

## H
- Helinho
- Juan Herbella
- Diego Herrera
- Carlos Hidalgo
- Fernando Hidalgo
- Eduardo Hurtado
- Iván Hurtado
- Jefferson Hurtado
- Mauricio Hurtado

## I
- Miguel Ibarra
- Rubén Insúa
- Jimmy Izquierdo

## J
- Jairo Jaime
- Jair Gaucho
- John Jaramillo
- Andrés Justicia

## K
- Iván Kaviedes

## L
- Jorge Ladines
- Lucas Landa
- Damián Lanza
- Christian Lara
- Diego Lara
- Pedro Larrea
- Felix Lasso
- Mario Lastra
- Vicente Lecaro
- Henry León
- Fernando López
- Pablo Lugüercio

## M
- Luciano Macias
- Luis Macías
- Wilson Macías
- Oswaldo MacKenzie
- Juan Madrunero
- Sevelio Malagon
- Hans Maldonado
- Manga
- Rodrigo Marangoni
- Heraclides Marin
- Diego Martínez
- Gerardo Martino
- Segundo Matamba
- Holger Matamoros
- Wilder Medina
- Jorge Mendoza
- Víctor Mendoza
- Cristhian Mercado
- Julio Mercado
- Orfilio Mercado
- Anderson Mina
- Daniel Mina
- Humberto Mina
- Isaac Mina
- Julián Mina
- Mariano Mina
- Narciso Mina
- Oswaldo Minda
- Carlos Molina
- Roberto Molina
- Marcos Mondaini
- Jimmy Montanero
- Alberto Montaño
- Edson Montaño
- Jairo Montaño
- Jonathan Montenegro
- Víctor Montoya
- Pedro Monzón
- Jose Mora
- Carlos Luis Morales
- Carlos Morán
- Neider Morantes
- Marlon Moreno
- Guillermo Morigi
- Marco Mosquera
- Marcelo Mosset
- Carlos Muñoz
- Washington Muñoz

## N
- Ariel Nahuelpan
- Francisco Nazareno
- Geovanny Nazareno
- Gustavo Nazareno
- Ricardo Noir
- Juan Noriega
- Raul Noriega

## O
- Benito Olivo
- Nicolás Olmedo
- Anderson Ordóñez
- Luis Ortiz
- Matías Oyola
- Roosevelt Oyola

## P
- José Paes
- Ricardo Páez
- Pablo Palacios
- Armando Paredes
- Juan Carlos Paredes
- Victor Pelaez
- Gedy Peñafiel
- Cristian Penilla
- Flavio Perlaza
- José Perlaza
- Jorge Pinos
- Jaime Pizarro
- Augusto Poroso
- Lenín Porozo
- Pablo Portugal

## Q
- Alfonso Quijano
- Carlos Quiñónez
- Christian Quiñónez
- Dennys Quiñónez
- Franklin Quiñónez
- Gilbert Quiñónez
- Hólger Quiñónez
- Lupo Quiñónez
- Michael Quiñónez
- Miugel Quiñónez
- Diego Quintana
- Carlos Quintero
- Tulio Quinteros
- David Quiroz

## R
- Ruperto Reeves
- Renzo Revoredo
- Edilberto Riascos
- Sebastian Ribas
- Rodrigo Riep
- Darwin Rivas
- Mike Rodriguez
- Raúl Román
- Julio César Rosero
- Mauro Rosero

## S
- Juan Samudio
- Carlos Sánchez
- Joffre Sánchez
- Cristian Sánchez Prette
- Pablo Santillo
- Pablo Saucedo
- Gastón Sessa
- Eduardo Smith
- Leonardo Soledispa
- Armando Solis
- Cesar Solorzano
- Elkin Soto
- Gilson de Souza
- Alberto Spencer
- Cristofer Suarez
- Iván Suárez

## T
- Rodrigo Teixeira
- Edwin Tenorio
- Máximo Tenorio
- Brayan de la Torre
- Kevin Torres
- Lizandro Torres
- Carlos Torres Garcés
- Marcelo Trobbiani
- Roberto Trotta

## U
- Patricio Urrutia
- Manuel Uquillas

## V
- Edder Vaca
- Luis Vaca
- Victor Valarezo
- Edinson Valdiviezo
- Digner Valencia
- Modesto Valencia
- Samuel Vanegas
- Fabián Vargas
- José Vargas
- Carlos Vásquez
- Galo Vásquez
- Frixon Vega
- Pedro Velasco
- Danny Vera
- Juan Vera
- Maximo Vera
- Washington Vera
- Joel Vernaza
- Edwin Villafuerte
- Petter Villegas
- Daniel Viteri

## W
- Armando Wila

## Z
- Jasson Zambrano
- Jairon Zamora
- Rolando Zárate
- Walter Zea
- Edmundo Zura